# Doucier
Doucier – miejscowość i gmina we Francji, w regionie Burgundia-Franche-Comté, w departamencie Jura.
Według danych na rok 1990 gminę zamieszkiwało 231 osób, a gęstość zaludnienia wynosiła 18 osób/km² (wśród 1786 gmin Franche-Comté Doucier plasuje się na 516. miejscu pod względem liczby ludności, natomiast pod względem powierzchni na miejscu 294.).